# Alex Vincent
Alex Vincent, egentligen Alexander Vincent LoScialpo, född 29 april 1981 i Newark, New Jersey, är en amerikansk skådespelare. Han debuterade som den lilla pojken i filmen Den onda dockan 1988 och medverkade sedan i ytterligare fyra filmer. Vid 12 års ålder var han med i My Family Treasure, som han inte gillade och slutade därför. När han började high school försökte han tona ned stämpeln som barnstjärna, men beslutade sig två år senare för att ge skådespelandet en andra chans. Efter 15 misslyckade auditioner slutade han för gott.

## Filmografi
- 1988 - Den onda dockan - Andy Barclay
- 1989 - Vänta till i vår, Bandini - Federico
- 1990 - Den onda dockan 2 - Andy Barclay
- 1992 - Just Like in the Movies - Carter Legrand
- 1993 - My Family Treasure - Jeff Danieloff